# Umbraculum umbraculum
Espèce
Umbraculum umbraculum est une espèce de mollusques gastéropodes marins de la famille des Umbraculidae (les ombrelles). 

## Description

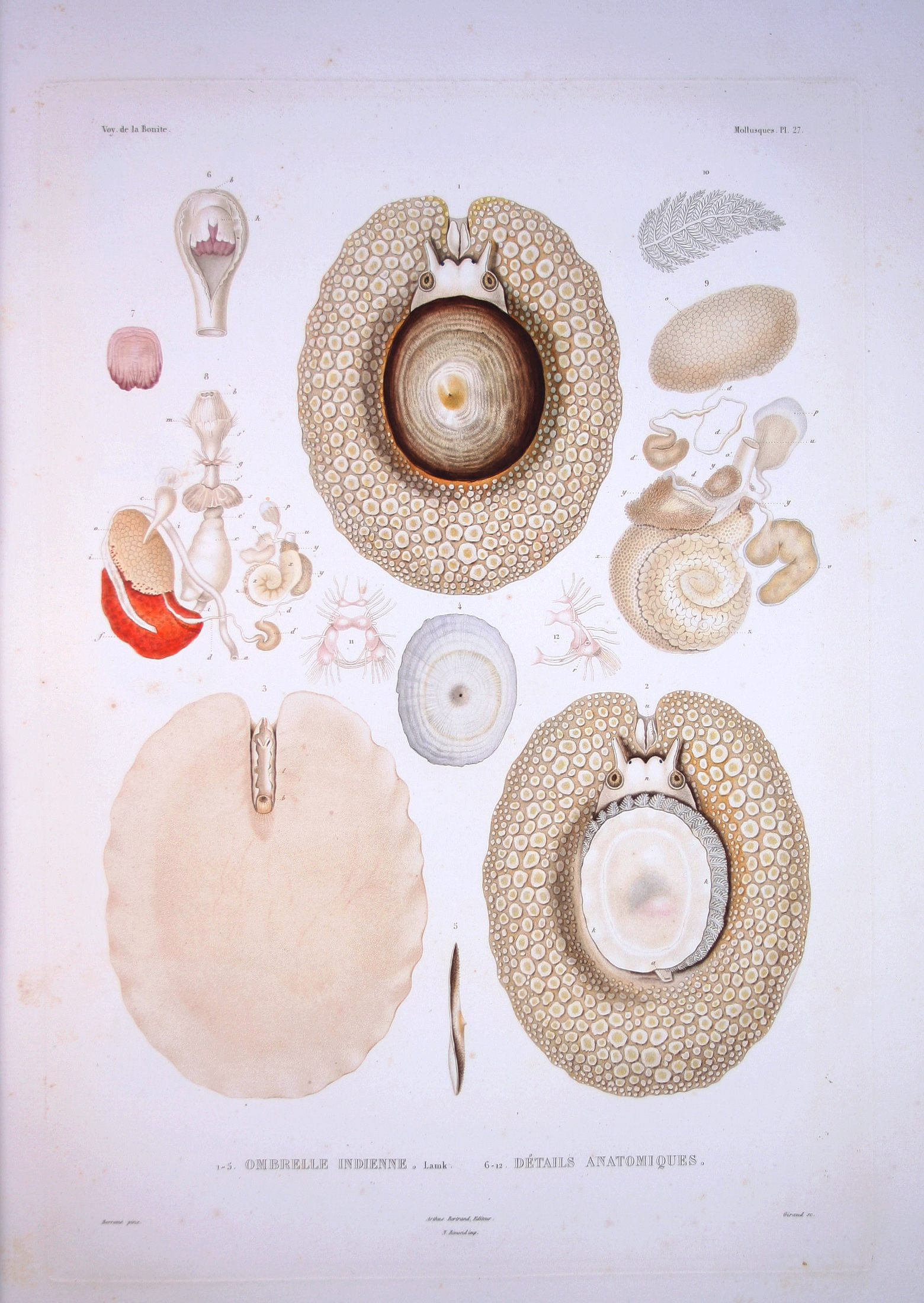
Planche d’illustration de Umbraculum umbraculum datant de 1852

Cette espèce peut mesurer jusqu'à 20 cm de diamètre. Le corps est circulaire, couvert de tubercules aux extrémités arrondies. L'animal possède une coquille légèrement conique sur le dessus du corps, toutefois cette dernière est de taille plus réduite que le corps (7 cm max) et ne lui permet pas de s'y cacher. Celle-ci est souvent couverte d'épibiontes. La coloration du corps est fonction de son régime alimentaire mais la teinte varie du beige clair à l'orange vif en passant par le jaune. Les rhinophores, jaune orangé, sont lisses et tubulaires, situés juste sous la coquille et permettent d'identifier la partie antérieure du corps.La branchie est latérale, située sur la face droite du corps sous la coquille, et parfois observable.
La ponte est un long ruban orange, contenant plusieurs millions d’œufs.

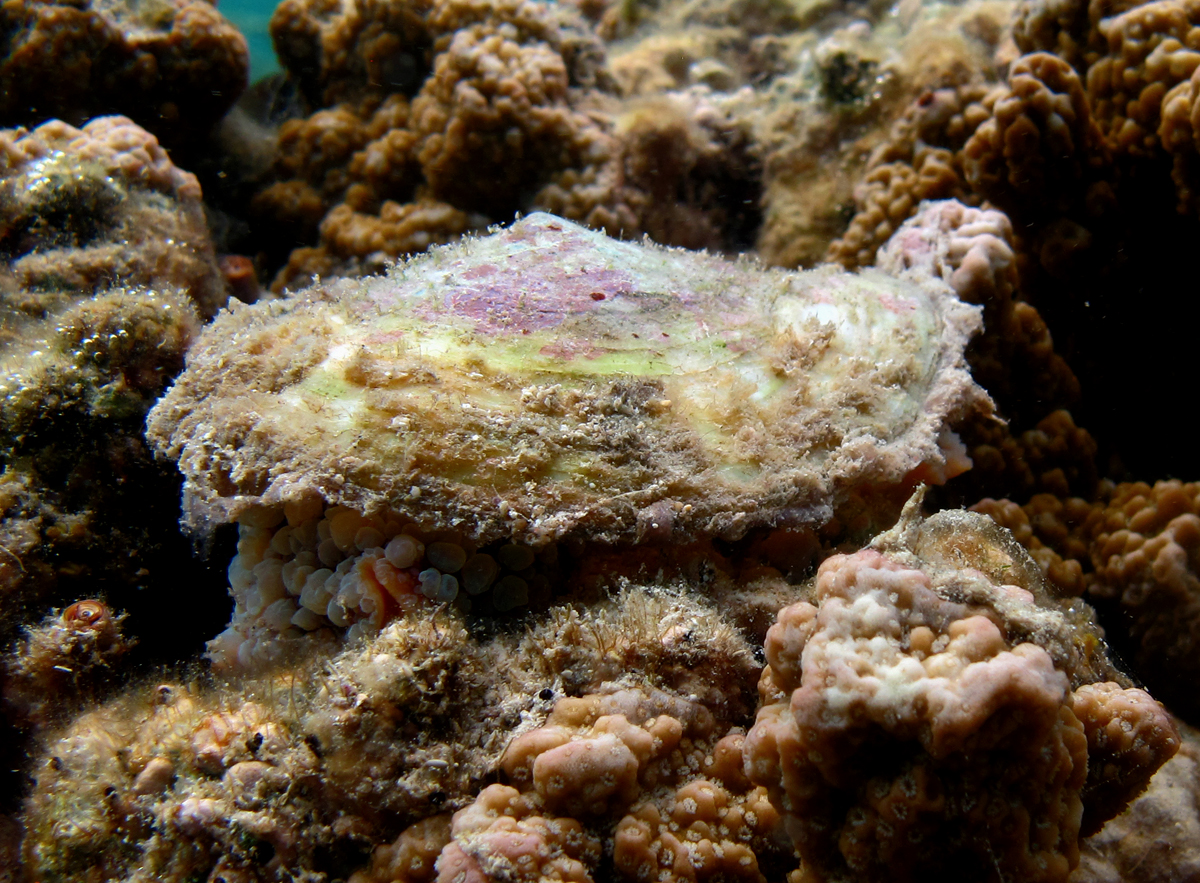
Spécimen observé à La Réunion
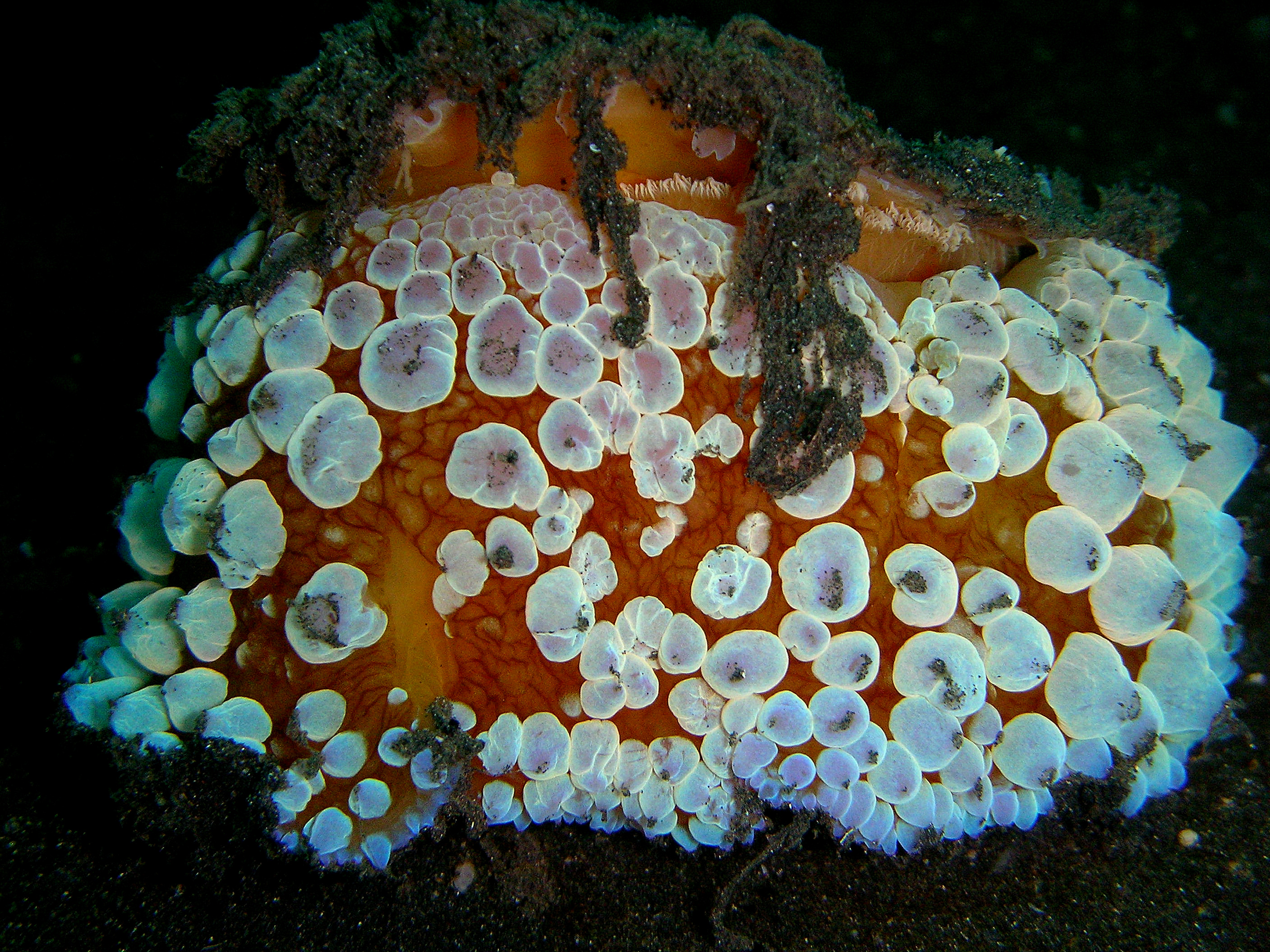
Spécimen observé à Sulawesi
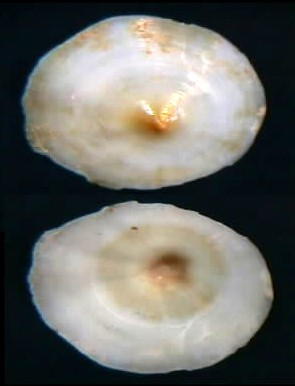
Coquille

## Distribution
Cette espèce cosmopolite se rencontre dans les eaux tropicales et tempérées des trois grands bassins océaniques. 

## Habitat
Son habitat correspond à la zone récifale externe, sur les platiers et dans les lagons, avec une prédilection pour les secteurs sablo-vaseux à proximité directe d'éponges et ce jusqu'à 50 m de profondeur (mais on la rencontre occasionnellement jusqu'à plusieurs centaines de mètres de profondeur).

## Éthologie
Cette espèce est benthique et nocturne. La journée, il vit enfoui dans le substrat meuble ou dans une éponge creusée.

## Alimentation
Umbraculum umbraculum se nourrit d'éponges diverses, notamment des démosponges.